# Gabriela Soukalová
Gabriela Soukalová (tidligere Koukalová, født den 1. november 1989 i Jablonec nad Nisou) er en tjekkisk tidligere skiskytte og tredobbelt OL-medaljevinder. 

## Skisportskarriere
Koukalová debuterede som professionel i 2009 og deltog ved vinter-OL 2010 i Vancouver, hvor hun kun opnåede placeringer langt nede på listerne. I 2011 vandt hun sølv i 7,5 km sprint ved EM, og i 2013 vandt hun bronze i mixed stafet ved VM.
Ved vinter-OL 2014 i Sotji stillede hun op i seks discipliner. Hendes dårligste placering kom i 7,5 km sprint, hvor hun blev nummer 28, hvorpå hun i 10 km forfølgelse (efter sprinten) arbejdede sig op til en fjerdeplads. Derpå var hun med i 12,5 km massestart, og hun holdt sig godt til i front og ramte alle sine skud i de to første skydninger, men med en enkelt forbier i sidste skydning lykkedes det hende ikke at indhente hviderusseren Darja Domratjeva, der også blot havde en forbier og løb i 35.25,6 minutter, mens Soukalová brugte 35.45,8 minutter på andenpladsen, og norske Tiril Eckhoff på tredjepladsen løb i 35.52,9 minutter (en forbier). I 15 km-løbet blev hun nummer fire. I mixed stafet-konkurrencen løb hun sammen med Veronika Vitková, Jaroslav Soukup og Ondřej Moravec, og her vandt Norge med tiden 1.09.17,0 time, mens tjekkerne sikrede sig andenpladsen i 1.09.49,6 time, mens Italien fik bronze med 1.10.15,2 time. Endelig var hun med på det tjekkiske kvindestafethold, og her vandt Ukraine guld, mens Rusland blev toer og Norge treer, mens Tjekkiet blev nummer fire. Senere blev det russiske hold diskvalificeret, fordi én af holdets løbere, Olga Satjseva, havde været dopet. Derfor fik Norge sølvet og Tjekkiet bronzemedaljen - afgørelsen blev først endeligt truffet i 2022.
I 2015 var Soukalová med til at vinde VM-guld i mixed stafet lige som hun vandt sølv på 15 km. I 2017 vandt hun VM-guld i 7,5 km sprint, sølv på 15 km og bronze i 10 km forfølgelsesløb.
Derudover vandt hun verdenscuppen i skiskydning i sæsonen 2015-2016 (hun var på det tidspunkt gift og brugte efternavnet Koukalová).
Hun stillede ikke til konkurrence efter 2017, hvor hun døjede med helbredet, og hun indstillede karrieren endeligt i foråret 2019.
Soukalová blev udnævnt til årets tjekkiske sportsnavn i 2017. Året efter skabte hun kontrovers i tjekkisk sport, da hun i en selvbiografi kritiserede holdkammerater og trænere.

## Videre karriere
Efter at have indstillet sin aktive karriere har Soukalová været tv-vært.

## Familie
Hun var gift med den tjekkiske professionelle badmintonspiller Petr Koukal 2016-2020 og hed i den periode Gabriela Koukalová. Efter skilsmissen tog hun sit fødenavn igen. Hun fik senere en ny partner og med ham fik hun en datter.
Hendes mor Gabriela Svobodová var også langrendsløber og vandt en OL-sølvmedalje i 1984.
I 2024 blev der lavet en dokumentarfilm om Gabriela Soukalovás liv og karriere.